# Atriftaloida
Atriftaloida je vrsta ravninske krivulje šeste stopnje. Dana je z enačbo:
{\displaystyle x^{4}(x^{2}+y^{2})-(ax^{2}-b)^{2}=0\!\,,}
kjer so:
- {\displaystyle a\,} pozitivna števila
- {\displaystyle b\,} pozitivna števila